# En première ligne
Pour plus de détails, voir Fiche technique et Distribution.
En première ligne est un film dramatique allemand et suisse réalisé par Petra Volpe et sorti en 2025,.

## Fiche technique
Sauf indication contraire, les informations mentionnées dans cette section peuvent être confirmées par les bases de données cinématographiques IMDb et Allociné,  présentes dans la section « Liens externes ».
- Titre original : Heldin
- Réalisation : Petra Volpe
- Scénario : Petra Volpe
- Musique : Emilie Levienaise-Farrouch
- Décors : Béatrice Schultz
- Costumes : Linda Harper
- Photographie : Judith Kaufmann
- Son : Gina Keller et Guido Keller
- Montage : Hansjörg Weißbrich
- Production : Reto Schaerli et Lukas Hobi
- Société de production : MMC Studios Köln GmbH, Zodiac Pictures International et SRG SSR
- Société de distribution : Wild Bunch Distribution
- Pays de production :  Allemagne et  Suisse
- Langue originale : allemand, turc et français
- Format : Drame
- Durée : 92 minutes
- Dates de sortie :
  - Allemagne : 
    - 17 février 2025 (Berlin)
    - 27 février 2025 (en salles)

  - Suisse : 27 février 2025
  - France : 27 août 2025

## Distribution
- Leonie Benesch : Floria Lind
- Sonja Riesen : Bea Schmid
- Selma Adin : Amelie Afshar
- Jasmin Mattei : la cheffe de gare
- Anna-Katarina Müller : Leonie von Arx
- Urs Bihler : Herr Leu
- Margherita Schoch : Frau Kuhn
- Jürg Plüss : Herr Severin